# Grenadine (Lebensmittel)

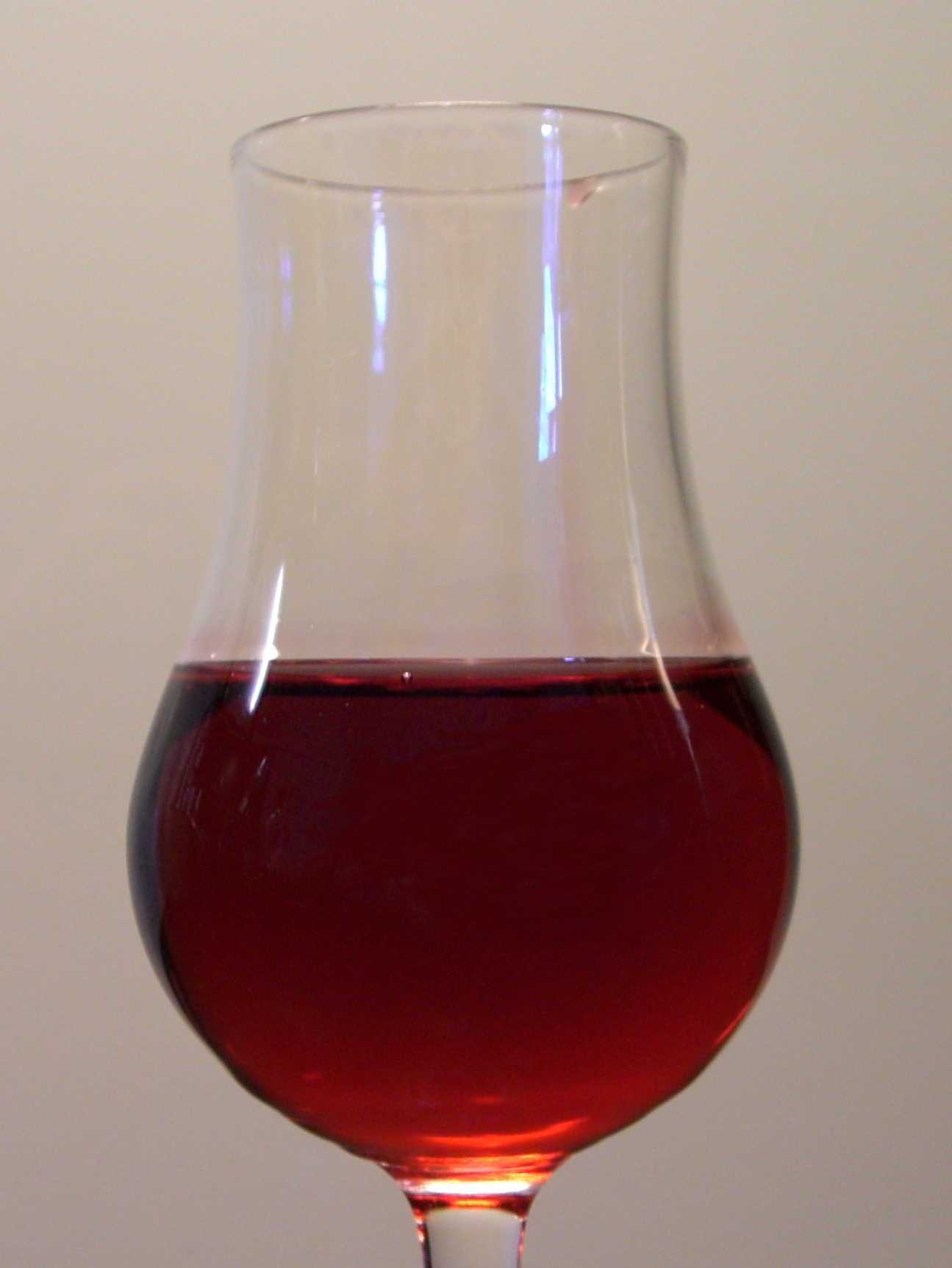
Purer Grenadinesirup

Grenadine (oder Grenadinesirup, bei Verwendung von echtem Granatapfelsaft auch Granatapfelsirup) ist ein alkoholfreier, mit Zucker gesüßter Fruchtsirup mit intensiv roter Farbe. Der Sirup wird hauptsächlich zum Aromatisieren und Färben von Cocktails verwendet. Ein bekanntes Beispiel ist der Tequila Sunrise.
Ursprünglich wurde Grenadine aus dem Saft von Granatäpfeln, Zucker und Wasser hergestellt, woraus sich auch der Name ableiten lässt. Heute werden unter dem Namen Grenadine sehr unterschiedliche Produkte angeboten, die sich geschmacklich und qualitativ stark unterscheiden. Ihnen gemeinsam ist lediglich ein hoher Zuckergehalt, die rote Farbe und ein im weitesten Sinn fruchtiges Aroma. In Ergänzung oder anstelle des Granatapfelsaftes wird eine Mischung verschiedener Beerenfrüchte wie Himbeere, Johannisbeeren, Brombeere und Holunder verwendet, weiterhin Aromen (neben Fruchtaromen oft auch Vanille), Farbstoffe (zum Beispiel Tartrazin (E102), Azorubin (E122), Cochenillerot A (E124), Anthozyane (E163), Zuckercouleur (E150d)), Säuerungsmittel (z. B. Zitronen- oder Weinsäure) und, bei Verwendung von echten Fruchtsäften, auch Konservierungsmittel (zum Beispiel Natriumbenzoat (E211)) und Antioxidationsmittel (zum Beispiel Ascorbinsäure). Der Fruchtsaftgehalt kann bis zu 38 % betragen, ist aber in der Regel erheblich niedriger. Viele handelsübliche Grenadines enthalten überhaupt keine Fruchtsäfte mehr, sondern neben Wasser und Zucker nur noch Farb- und Aromastoffe und Säuerungsmittel. Einige Hersteller bieten neben einer Grenadine auch einen Granatapfelsirup an, der noch einen gewissen Anteil Granatapfelsaft oder Konzentrat enthält, im Geschmack jedoch oft herber und saurer ist.